# Арена (фільм, 1967)
«Арена» (рос. «Арена») — російський радянський широкоформатний художній фільм 1967 року режисера Самсона Самсонова.
Прем'єра картини відбулась 30 серпня 1967 року.
У зйомках брав участь кінний цирк Дмитра і Валерія Кострюкових.

## Сюжет
В основі сюжету реальні події: в одному з цирків окупованої Європи нацисти вирішили зібрати з концтаборів артистів різних країн, а пізніше інтернаціональний цирковий колектив успішно дав опір фашистам.

## У ролях
- Маргарита Володіна — Маша
- Адольф Димша — Рудий клоун
- Гліб Стриженов
- Валентин Скулме
- Валентина Сєрова
- Яніс Мелдеріс
- Казимир Забуліоніс
- Алла Будницкая
- Людмила Канагіна
- Руслан Спіхін
- Володимир Грамматиков
- Ігор Ясулович

## Творча група
- Сценарій: Володимир Капітановський, Самсон Самсонов
- Режисер-постановник: Самсон Самсонов
- Оператори-постановники: Микола Большаков, Михайло Суслов
- Композитор: Едуард Артем'єв
- Художники-постановники: Борис Бланк, Володимир Камський
- Звукооператор: Григорій Коренблюм
- Дирижер: Емін Хачатурян[ru]
- Текст від автора: Олександр Рекемчук[ru]